# Semleges Moresnet
Semleges Moresnet ([mɔ.ʁe.ne]) nyugat-európai kondomínium volt, Belgium és Németország közös államhatárán, amely 1816. június 26. és 1920. január 10. között létezett. Fennállása alatt egyfelől a Holland Egyesült Királyság (1816–1830), majd a függetlenné vált Belgium (1830–1920), másfelől a Porosz Királyság (1816–1871), majd a megalakult Német Császárság (1871–1918), ill. Német Birodalom (1918–1920) közös közigazgatása alatt állt.
Területe 1920. január 10. óta Belgium államterületének része. Miután Belgium bekebelezte, és Eupen-Malmedy kormányzóságba olvasztotta, nevét Kelmis-re változtatta. Jelenleg Belgium német nyelvközösségének része.
A 20. század elején az eszperantisták de jure eszperantó nyelvű állam létrehozásán dolgoztak Semleges Moresnet területén, amely az Amikejo nevet kapta.

## Története
A bécsi kongresszus célja Európa Napóleoni háborúk utáni politikai viszonyainak rendezése volt (1814-1815). Egy bizonytalan pont maradt a Holland Királyság és a Poroszország között található terület, történetesen egy cinkbánya Aachentől délnyugatra. Az értékes területről egyik állam sem volt hajlandó lemondani, ezért Moresnet község sorsát külön tárgyaláson rendezték. Az Aacheni Határegyezmény 1816-ban három részre osztotta a települést: Moresnet Hollandiához, Neu-Moresnet Poroszországhoz került Porosz-Moresnet néven,  Altenburg/Vieille Montagne településsel semleges státust kapott Semleges-Moresnet néven a cinkbánya. A létrejött semleges terület igazgatását egy porosz és egy holland megbízott közösen intézte. Semleges Moresnet alakulásakor: 344 ha-on 50 házban 244 polgár élt.
A Határegyezmény szerint két hét állt rendelkezésre a semleges terület körülhatárolására, de az további két évig elhúzódott. A Mosel folyótól kezdték el számozni a holland-porosz határ köveit. 1830-ban Hollandiából kivált Belgium, így az 1869-70-ben lezajlott határkőcsere idején, már egy új ország szerepel szomszédként. Semleges-Moresnet igazgatását, vagyis a Holland posztot, nem hivatalosan, de Belgium vette át. A semleges terület (Neutral-Gebiet) közigazgatását két hivatalnok végezte, egyikük a holland, majd belga Verviersből, másikuk porosz Eupenből érkezett.
Kimerült a galmáj-bánya (cinkérc), ezért 1885-ben megingott a semleges terület függetlensége. A terület német nyomás alatt volt az 1900-as évek óta. 1914-ben Németország bevonult a semleges területre, majd 1915-ben hivatalosan is annektálta azt, így 100 év után megszűnt Semleges Moresnet. Németország a vesztes háború után kénytelen volt kivonulni, a versaillesi-i békeszerződés értelmében át kellett engednie Belgiumnak.

### Amikejo az eszperantó állam
Kelmis/Altenburg-ban 1908-ban, Dr. Wilhelm Molly, a helyi körzeti orvos kezdeményezésére, mindenki a lövészegylet pavilonjába igyekezett. A helyi bányászzenekar  az Amikejo-himnuszát játszotta, s közben kikiáltották az első eszperantó államot Amikejo néven. Az eseményről közel 150 nemzetközi újság tudósított.
A kialakult gazdasági és politikai helyzetben megváltásnak tűnt a helyi orvos Dr. Wilhelm Molly terve - aki lelkes eszperantista volt - hogy itt hozzák létre Amikejót, a világ első eszperantó államát.
A lakosság lelkesen tanulta a nemzetközi, semleges, tervezett nyelvet. Sok polgár díszként használta házán az eszperantó csillagot. Molly terve nem tudott megvalósulni, de sokat tett Semleges Moresnet saját öntudatának kialakításában. Az első világháború kitörése megállította az eszperantó mini-állam megerősödését.

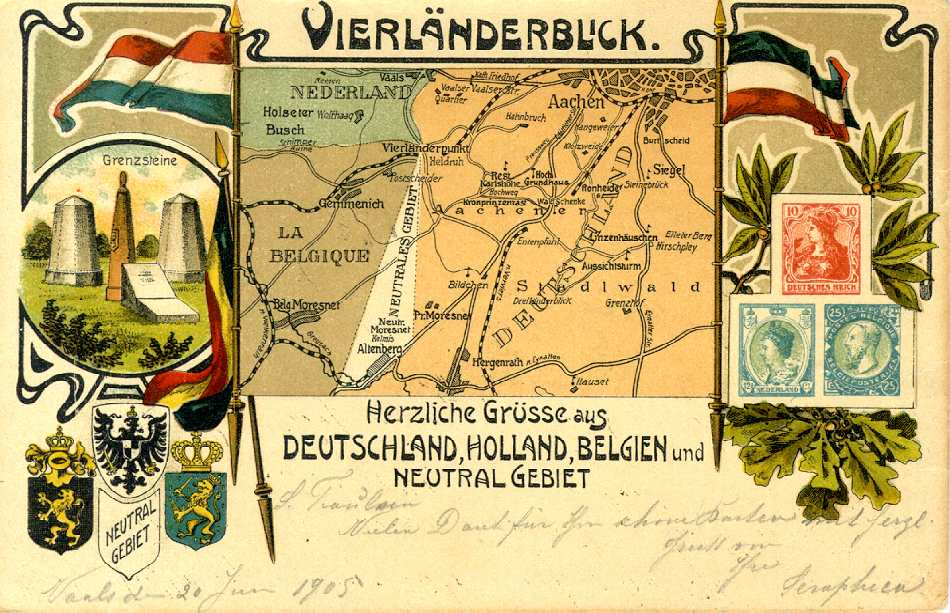
4 állam
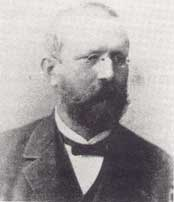
Dr. Wilhelm Molly
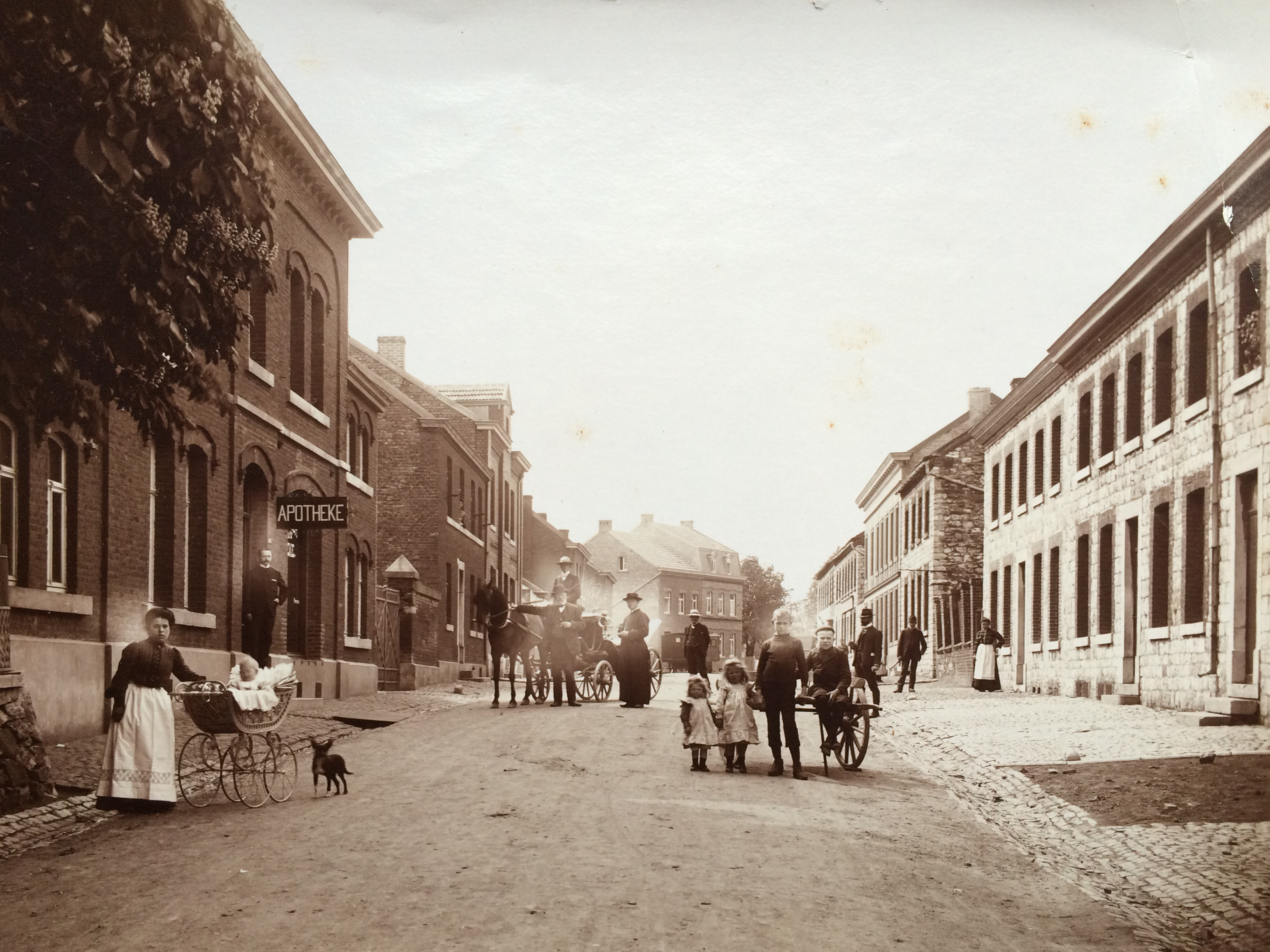
Neutraal Moresnet

## Fordítás
Ez a szócikk részben vagy egészben  a   Moresnet neŭtrala című eszperantó Wikipédia-szócikk ezen változatának fordításán alapul.  Az eredeti cikk szerkesztőit annak laptörténete sorolja fel. Ez a jelzés csupán a megfogalmazás eredetét és a szerzői jogokat jelzi, nem szolgál a cikkben szereplő információk forrásmegjelöléseként.